# Филотей Теохарис
Филотей (на гръцки: Φιλόθεος, Филотеос) е гръцки православен духовник, солунски митрополит от 2023 година.

## Биография
Роден е на 9 юли 1977 година в Халкида, Гърция, със светско име Теохарис Теохарис (Θεοχάρης Θεοχάρης). Учи богословие в Богословския факултет на Атинския университет. Завършва следдипломна квалификация в Богословския факултет на Солунския университет. На 16 февруари 2002 година се замонашва в манастира „Свети Георги Арма“, близо до село Фила на Евбея. На 17 февруари 2002 година е ръкоположен за дякон от митрополит Хрисостом Халкидски. На 19 юни 2002 година е ръкоположен за презвитер от същия митрополит и му е връчена и офикията архимандрит. Служи като проповедник (2002 - 2009) и генерален архиерейски наместник (2009 - 2016) на Халкидската епархия. В 2016 година е назначен за секретар на Синодалната комисия за църковно образование и обучение на духовенството. В 2018 година е назначен за първи секретар-протоколник на Светия синод. На 21 март 2019 година е назначен за главен секретар на Светия синод.
На 15 октомври 2019 година в митрополитската църква на Атина е ръкоположен за титулярен епископ на Ореи, викарен епископ на Атинската архиепископия. Ръкополагането е извършено от архиепископ Йероним Атински и Гръцки в съслужение с митрополитите Хрисостом Додонски, Макарий Анейски (Вселенска патриаршия), Пантелеймон Ксантийски, Евсевий Самоски и Икарийски, Александър Нигерийски (Александрийска патриаршия), Игнатий Димитриадски и Алмироски, Ефрем Хидрийски, Серафим Пирейски, Андрей Аркалохорски, Доротей Сироски, Макарий Валовищки, Хрисостом Халкидски, Йеротей Зъхненски и Неврокопски, Дионисий Коринтски, Хрисостом Месенски, Георгий Тивански и Ливадийски, Атинагор Илийски, Кирил Кифисийски, Гавриил Неайонийски, Антоний Глифадски, Теоклит Йерисовски, Пантелеймон Маронийски, Максим Янински, Тимотей Тесалиотидски и Фанариоферсалски, Хрисостом Трикийски, Георгий Карпенисийски, Теоклит Стагийски и Метеорски, Хрисостом Манийски, Симеон Фтиотидски, Йероним Лариски и Тирнавски, Атанасий Сисанийски и Сятищки, Йероним Калавритски и Егиалейски, Йеротей Лемноски и епископ Константий Андрусис.
На 9 октомври 2023 година е избран за солунски митрополит със 73 гласа от общо 79, срещу архимандритите Варнава Янку (1 глас) и Яков Атанасиу (0 гласа и 5 празни).